# Une jeune fille (film, 1937)
Pour les articles homonymes, voir Une jeune fille.
Pour plus de détails, voir Fiche technique et Distribution.
Une jeune fille (若い人, Wakai hito) est un film japonais réalisé par Shirō Toyoda et sorti en 1937.

## Synopsis
Dans une école de missionnaire pour filles, le professeur Masaki prend sous son aile Keiko Enami, une jeune fille pétulante. Keiko n'a jamais connu son père et est élevée par une mère à la vie dissolue. À la suite d'un voyage de classe à Tokyo, une rumeur se répand dans l'école, le professeur Masaki et Keiko auraient une liaison et cette dernière serait enceinte.

## Fiche technique
- Titre : Une jeune fille[1]
- Titre original : 若い人 (Wakai hito?)
- Réalisation : Shirō Toyoda
- Scénario : Naoyuki Hatta (ja), d'après le roman homonyme de Yōjirō Ishizaka
- Photographie : Kin'ya Ogura
- Musique : Kohei Kubota et Shuichi Tsugawa (ja) (pour la musique religieuse)
- Décors : Takashi Kōno
- Société de production : Tokyo Hassei (ja)
- Société de distribution : Tōhō
- Pays de production :  Empire du Japon
- Langue originale : japonais
- Format : noir et blanc — 1,37:1 — 35 mm — son mono
- Genre : drame
- Durée : 88 minutes[2] (métrage : dix bobines - 2 410 m[2])
- Dates de sortie :
  - Empire du Japon : 17 novembre 1937[2]

## Distribution
- Den Obinata : Shintarō Masaki
- Haruyo Ichikawa : Keiko Enami

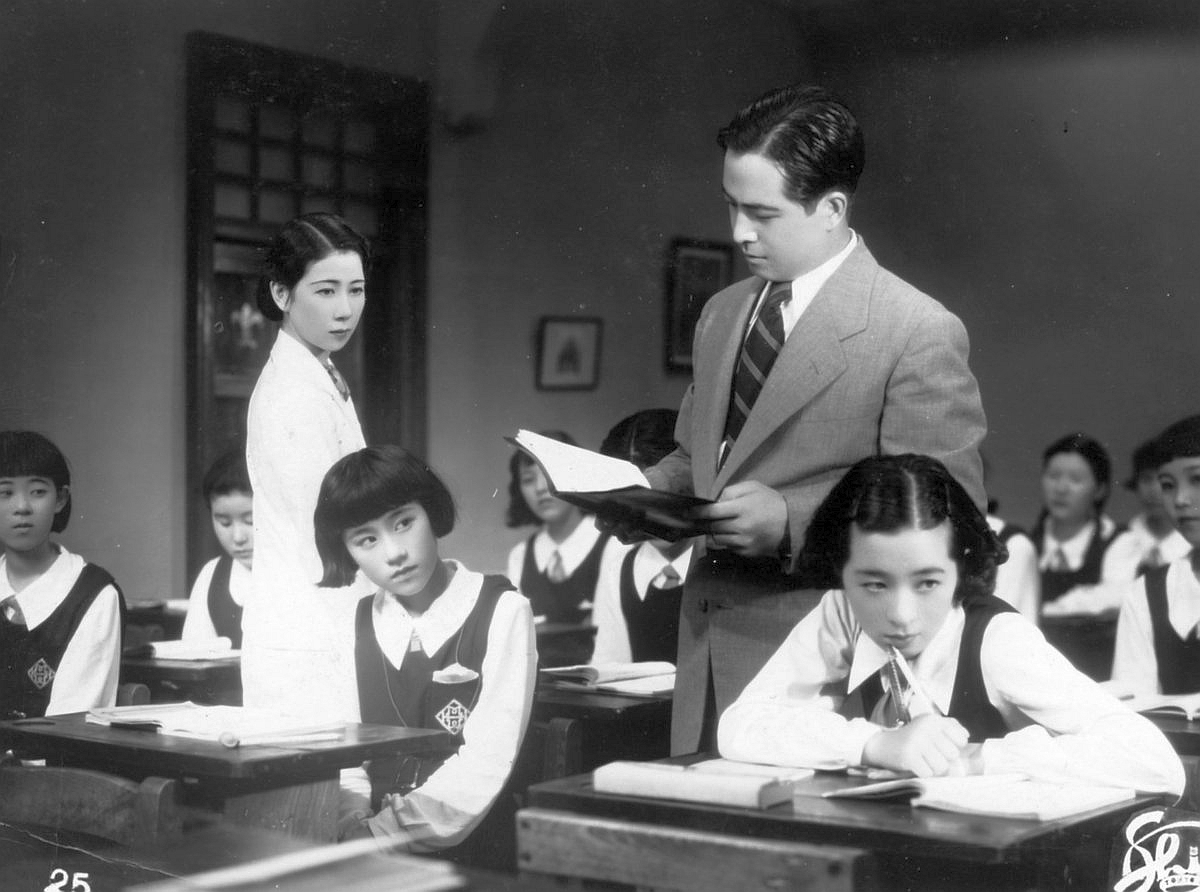
Scène du film avec Shizue Natsukawa, Den Obinata et Haruyo Ichikawa.

- Shizue Natsukawa : Sumiko Hashimoto
- Yuriko Hanabusa : Hatsu Enami, la mère de Keiko
- Isamu Yamaguchi (ja) : le professeur Sasaki
- Toshiko Itō : le professeur Yamagata
- Chitose Hayashi : la belle-mère de Sumiko
- Eiji Oshimoto (ja) : un inspecteur
- Shunsaku Kashima (ja) : un inspecteur

## Autres adaptations
Le roman Wakai hito (若い人) de Yōjirō Ishizaka a été adapté plusieurs fois au cinéma :
- 1952 : Les Jeunes Gens (若い人, Wakai hito?) de Kon Ichikawa avec Ryō Ikebe dans le rôle de Shintarō Masaki et Yukiko Shimazaki dans le rôle de Keiko Enami
- 1962 : Wakai hito (若い人?) de Katsumi Nishikawa avec Yūjirō Ishihara dans le rôle de Shintarō Masaki et Sayuri Yoshinaga dans le rôle de Keiko Enami
- 1977 : Wakai hito (若い人?) de Yoshisuke Kawasaki (ja) avec Akira Onodera (ja) dans le rôle de Shintarō Masaki et Junko Sakurada dans le rôle de Keiko Enami